# Mauges-sur-Loire
Pour les articles homonymes, voir Mauges.
Mauges-sur-Loire est une commune française située dans le département de Maine-et-Loire, en région Pays de la Loire, créée le 15 décembre 2015. Elle est issue de la fusion des communes de l'ancienne communauté de communes du canton de Saint-Florent-le-Vieil. Située au nord-est des Mauges, elle borde la Loire.

## Géographie
Le chef-lieu de la commune nouvelle, La Pommeraye, se situe au centre-ouest du département de Maine-et-Loire.
Au nord, les communes déléguées de Montjean-sur-Loire, Le Mesnil-en-Vallée, Saint-Florent-le-Vieil et Le Marillais sont riveraines de la Loire.
Au sud, les communes déléguées de La Pommeraye, Bourgneuf-en-Mauges, Saint-Laurent-de-la-Plaine, Beausse, Botz-en-Mauges, Saint-Laurent-du-Mottay et La Chapelle-Saint-Florent sont au cœur du bocage des Mauges.

À l'ouest, l'Èvre traverse les communes déléguées du Marillais et de La Chapelle-Saint-Florent.

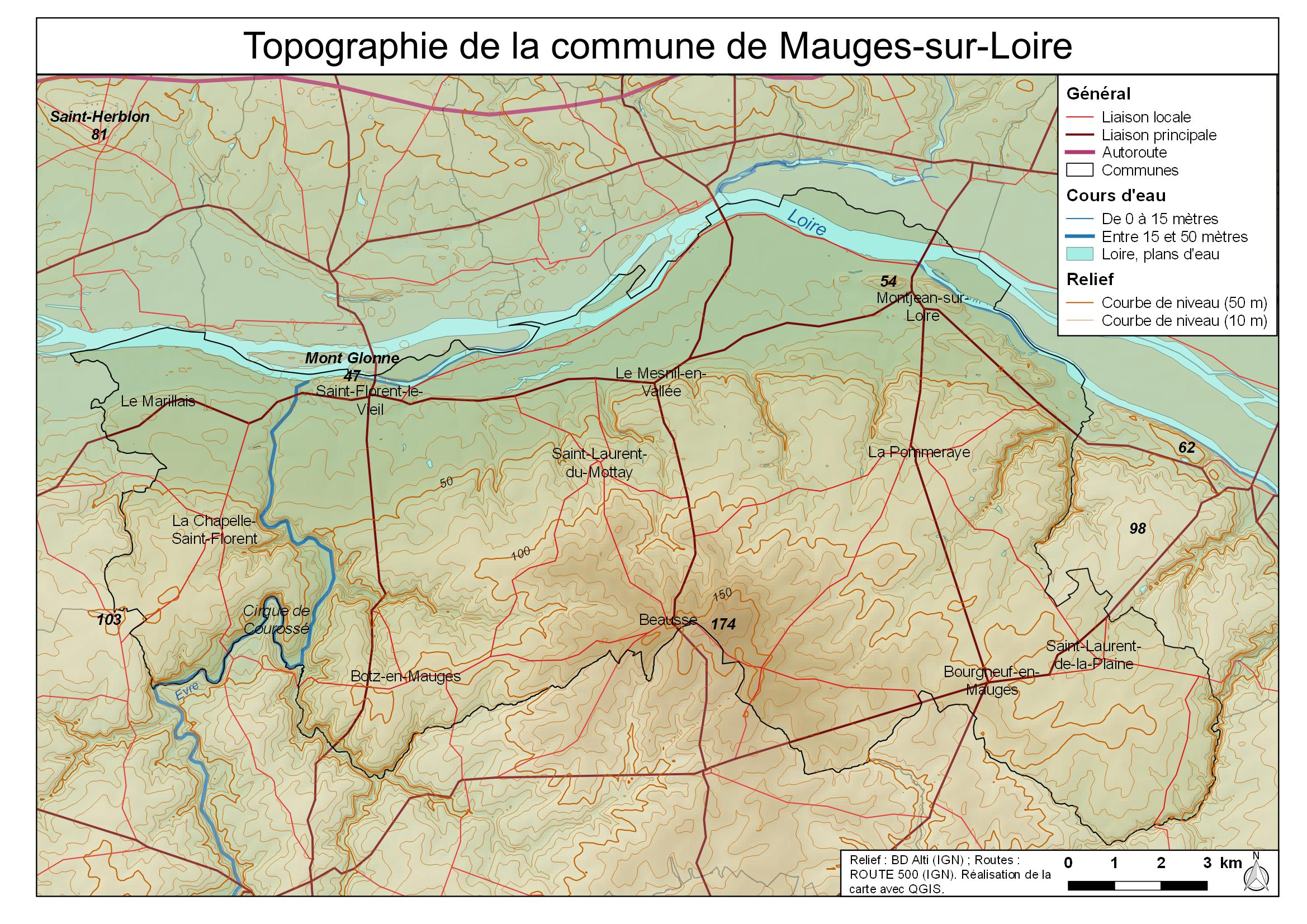
Carte topographique de la commune de Mauges-sur-Loire.

### Communes limitrophes
| Montrelais Loireauxence Vair-sur-Loire (Loire-Atlantique) | Ingrandes-Le Fresne sur Loire Champtocé-sur-Loire Saint-Germain-des-Prés | Chalonnes-sur-Loire   |
| Orée d'Anjou                                              | Mauges-sur-Loire                                                         | Chaudefonds-sur-Layon |
| Montrevault-sur-Èvre                                      | Montrevault-sur-Èvre                                                     | Chemillé-en-Anjou     |

### Géologie et relief
La commune repose sur le bassin houiller de Basse Loire.

### Climat
Le climat qui caractérise la commune est qualifié, en 2010, de « climat océanique altéré », selon la typologie des climats de la France qui compte alors huit grands types de climats en métropole. En 2020, la commune ressort du même type de climat dans la classification établie par Météo-France, qui ne compte désormais, en première approche, que cinq grands types de climats en métropole. Il s’agit d’une zone de transition entre le climat océanique, le climat de montagne et le climat semi-continental. Les écarts de température entre hiver et été augmentent avec l'éloignement de la mer. La pluviométrie est plus faible qu'en bord de mer, sauf aux abords des reliefs.
Les paramètres climatiques qui ont permis d’établir la typologie de 2010 comportent six variables pour les températures et huit pour les précipitations, dont les valeurs correspondent à la normale 1971-2000. Les sept principales variables caractérisant la commune sont présentées dans l'encadré ci-après.
| Paramètres climatiques communaux sur la période 1971-2000 - Moyenne annuelle de température : 11,7 °C - Nombre de jours avec une température inférieure à −5 °C : 1,8 j - Nombre de jours avec une température supérieure à 30 °C : 4,2 j - Amplitude thermique annuelle : 14,3 °C - Cumuls annuels de précipitation : 722 mm - Nombre de jours de précipitation en janvier : 11,5 j - Nombre de jours de précipitation en juillet : 6,1 j |

Avec le changement climatique, ces variables ont évolué. Une étude réalisée en 2014 par la Direction générale de l'Énergie et du Climat complétée par des études régionales prévoit en effet que la  température moyenne devrait croître et la pluviométrie moyenne baisser, avec toutefois de fortes variations régionales. La station météorologique de Météo-France installée sur la commune et en service de 1980 à 2014 permet de connaître l'évolution des indicateurs météorologiques. Le tableau détaillé pour la période 1981-2010 est présenté ci-après.
| Mois                                  | jan.             | fév.            | mars          | avril           | mai           | juin          | jui.          | août           | sep.          | oct.            | nov.          | déc.           | année      |
| ------------------------------------- | ---------------- | --------------- | ------------- | --------------- | ------------- | ------------- | ------------- | -------------- | ------------- | --------------- | ------------- | -------------- | ---------- |
| Température minimale moyenne (°C)     | 2,8              | 2,6             | 4,5           | 5,9             | 9,5           | 12,3          | 14,3          | 14,2           | 11,7          | 9,4             | 5,5           | 3,2            | 8          |
| Température moyenne (°C)              | 5,4              | 5,7             | 8,4           | 10,4            | 14,2          | 17,5          | 19,6          | 19,6           | 16,7          | 13              | 8,4           | 5,8            | 12,1       |
| Température maximale moyenne (°C)     | 8                | 8,9             | 12,3          | 14,9            | 18,9          | 22,7          | 25            | 24,9           | 21,7          | 16,7            | 11,4          | 8,3            | 16,2       |
| Record de froid (°C) date du record   | −14,5 17.01.1985 | −11 08.02.1991  | −7,6 01.03.05 | −2,5 12.04.1986 | 1 03.05.1981  | 5 01.06.06    | 8 12.07.00    | 6,5 31.08.1986 | 3 29.09.07    | −2,5 29.10.1997 | −7 23.11.1993 | −10 30.12.1996 | −14,5 1985 |
| Record de chaleur (°C) date du record | 16 13.01.1993    | 19,5 23.02.1990 | 23,3 19.03.05 | 29 30.04.05     | 31,4 24.05.10 | 36,9 19.06.05 | 37,2 18.07.06 | 38 10.08.03    | 33,4 04.09.13 | 29,4 01.10.11   | 20,3 02.11.11 | 18 07.12.00    | 38 2003    |
| Précipitations (mm)                   | 70,7             | 53,7            | 48,4          | 52,8            | 54,7          | 41,5          | 43            | 38,1           | 54,4          | 71,5            | 68,8          | 73,3           | 670,9      |

## Urbanisme

### Typologie
Au 1er janvier 2024, Mauges-sur-Loire est catégorisée bourg rural, selon la nouvelle grille communale de densité à sept niveaux définie par l'Insee en 2022.
Elle appartient à l'unité urbaine de Mauges-sur-Loire, une unité urbaine monocommunale constituant une ville isolée,. Par ailleurs la commune fait partie de l'aire d'attraction de Mauges-sur-Loire, dont elle est la commune-centre,. Cette aire, qui regroupe 1 communes, est catégorisée dans les aires de moins de 50 000 habitants,.

## Toponymie
Son nom associe les Mauges, qui est une région naturelle et historique, avec celui du fleuve Loire, qui la borde au nord.
Nom des habitants (gentilé) : Mauligérien.

## Histoire
La commune nouvelle de Mauges-sur-Loire naît de la fusion des 11 communes de l'ancienne communauté de communes du canton de Saint-Florent-le-Vieil, à savoir Beausse, Botz-en-Mauges, Bourgneuf-en-Mauges, La Chapelle-Saint-Florent, Le Marillais, Le Mesnil-en-Vallée, Montjean-sur-Loire, La Pommeraye, Saint-Florent-le-Vieil, Saint-Laurent-de-la-Plaine et Saint-Laurent-du-Mottay, officialisée par un arrêté préfectoral en date du 5 octobre 2015.

## Politique et administration

### Administration municipale
Jusqu'au renouvellement des conseils municipaux de 2020, la commune nouvelle était administrée par un conseil municipal constitué de l'ensemble des membres des conseils municipaux des anciennes communes.
| Période          | Période                       | Identité            | Étiquette | Qualité |
| ---------------- | ----------------------------- | ------------------- | --------- | --- |
| 15 décembre 2015 | 26 mai 2020                   | Jean-Claude Bourget | DVD       | Aviculteur Ancien maire de La Chapelle-Saint-Florent (2008 → 2015) |
| 26 mai 2020      | En cours (au 15 février 2022) | Gilles Piton        | DVD       | Cadre retraité de l'expertise comptable Conseiller départemental de Mauges-sur-Loire (2015 → ) Vice-président du conseil départemental (2021 → ) Vice-président de la CA Mauges Communauté (2020 → ) |

### Communes déléguées
| Nom                        | Code Insee | Intercommunalité                       | Superficie (km2) | Population (dernière pop. légale) | Densité (hab./km2) |
| -------------------------- | ---------- | -------------------------------------- | ---------------- | --------------------------------- | ------------------ |
| La Pommeraye (siège)       | 49244      | CC du Canton de Saint-Florent-le-Vieil | 39,00            | 4 000 (2013)                      | 103                |
| Beausse                    | 49024      | CC du Canton de Saint-Florent-le-Vieil | 5,36             | 395 (2013)                        | 74                 |
| Botz-en-Mauges             | 49034      | CC du Canton de Saint-Florent-le-Vieil | 15,74            | 818 (2013)                        | 52                 |
| Bourgneuf-en-Mauges        | 49039      | CC du Canton de Saint-Florent-le-Vieil | 11,64            | 680 (2013)                        | 58                 |
| La Chapelle-Saint-Florent  | 49075      | CC du Canton de Saint-Florent-le-Vieil | 15,84            | 1 364 (2013)                      | 86                 |
| Le Marillais               | 49190      | CC du Canton de Saint-Florent-le-Vieil | 9,47             | 1 130 (2013)                      | 119                |
| Le Mesnil-en-Vallée        | 49204      | CC du Canton de Saint-Florent-le-Vieil | 17,72            | 1 468 (2013)                      | 83                 |
| Montjean-sur-Loire         | 49212      | CC du Canton de Saint-Florent-le-Vieil | 19,33            | 3 115 (2013)                      | 161                |
| Saint-Florent-le-Vieil     | 49276      | CC du Canton de Saint-Florent-le-Vieil | 24,70            | 2 809 (2013)                      | 114                |
| Saint-Laurent-de-la-Plaine | 49295      | CC du Canton de Saint-Florent-le-Vieil | 18,44            | 1 710 (2013)                      | 93                 |
| Saint-Laurent-du-Mottay    | 49297      | CC du Canton de Saint-Florent-le-Vieil | 14,63            | 761 (2013)                        | 52                 |

## Population et société

### Démographie

#### Évolution démographique
L'évolution du nombre d'habitants est connue à travers les recensements de la population effectués dans la commune depuis sa création.

En 2022, la commune comptait 18 514 habitants, en évolution de +0,81 % par rapport à 2016 (Maine-et-Loire : +2,12 %, France hors Mayotte : +2,11 %).
| 2016   | 2021   | 2022   |
| ------ | ------ | ------ |
| 18 366 | 18 331 | 18 514 |

#### Pyramide des âges
La population de la commune est plus âgée que celle du département. En 2018, le taux de personnes d'un âge inférieur à 30 ans s'élève à 34,6 %, soit un taux inférieur à la moyenne départementale (37,2 %). À l'inverse, le taux de personnes d'un âge supérieur à 60 ans (27,3 %) est supérieur au taux départemental (25,6 %).
En 2018, la commune comptait 8 883 hommes pour 9 135 femmes, soit un taux de 50,70 % de femmes, supérieur au taux départemental (51,37 %).
Les pyramides des âges de la commune et du département s'établissent comme suit :
| Hommes | Classe d’âge | Femmes |
| ------ | ------------ | ------ |
| 0,9    | 90 ou +      | 3,0    |
| 8,1    | 75-89 ans    | 11,3   |
| 15,4   | 60-74 ans    | 15,7   |
| 21,0   | 45-59 ans    | 19,4   |
| 18,2   | 30-44 ans    | 17,7   |
| 15,1   | 15-29 ans    | 13,4   |
| 21,1   | 0-14 ans     | 19,4   |

| Hommes | Classe d’âge | Femmes |
| ------ | ------------ | ------ |
| 0,9    | 90 ou +      | 2,1    |
| 7      | 75-89 ans    | 9,5    |
| 16,2   | 60-74 ans    | 16,9   |
| 19,4   | 45-59 ans    | 18,7   |
| 18,2   | 30-44 ans    | 17,5   |
| 18,8   | 15-29 ans    | 17,6   |
| 19,5   | 0-14 ans     | 17,6   |

### Manifestations et festivités
- The City Trucks Festival - festival musical La Pommeraye de 2016 à 2018.
- Les Podiums Florentais - concerts gratuits à Saint-Florent-le-Vieil.
- De Fibres en Musique[21], festival autour de la culture locale à Montjean-sur-Loire.
- La Course de Côte de La Pommeraye[22], épreuve sportive automobile dans cette commune
- Le Rivage des Voix[23], festival musical à Saint-Florent-le-Vieil.

## Culture locale et patrimoine

### Lieux et monuments
- L'église abbatiale de Saint-Florent-le-Vieil, située sur une hauteur surplombe la Loire. On peut y voir le tombeau de Bonchamps, général du soulèvement vendéen, sculpté par le très républicain David d'Angers dont le père avait été gracié par Bonchamps. Derrière l'église, on peut accéder par un passage étroit à un terrain de jeux de boules de sable.
- Chapelle Cathelineau à Saint-Florent-le-Vieil.
- Chapelle du cimetière de Saint-Florent-le-Vieil.
- Chapelle Saint-Aubin de Châteaupanne à Montjean-sur-Loire.
- Chapelle des Anges du Mesnil-en-Vallée.
- Colonne de la duchesse d'Angoulême à Saint-Florent-le-Vieil.
- Mine de charbon de la Tranchée à Montjean-sur-Loire.
- Moulin de l'Épinay, moulin à vent construit en 1822 situé à la Chapelle-Saint-Florent.
- Pont de Saint-Florent-le-Vieil, pont haubané construit en 1965.
- Pont suspendu de Montjean-sur-Loire.

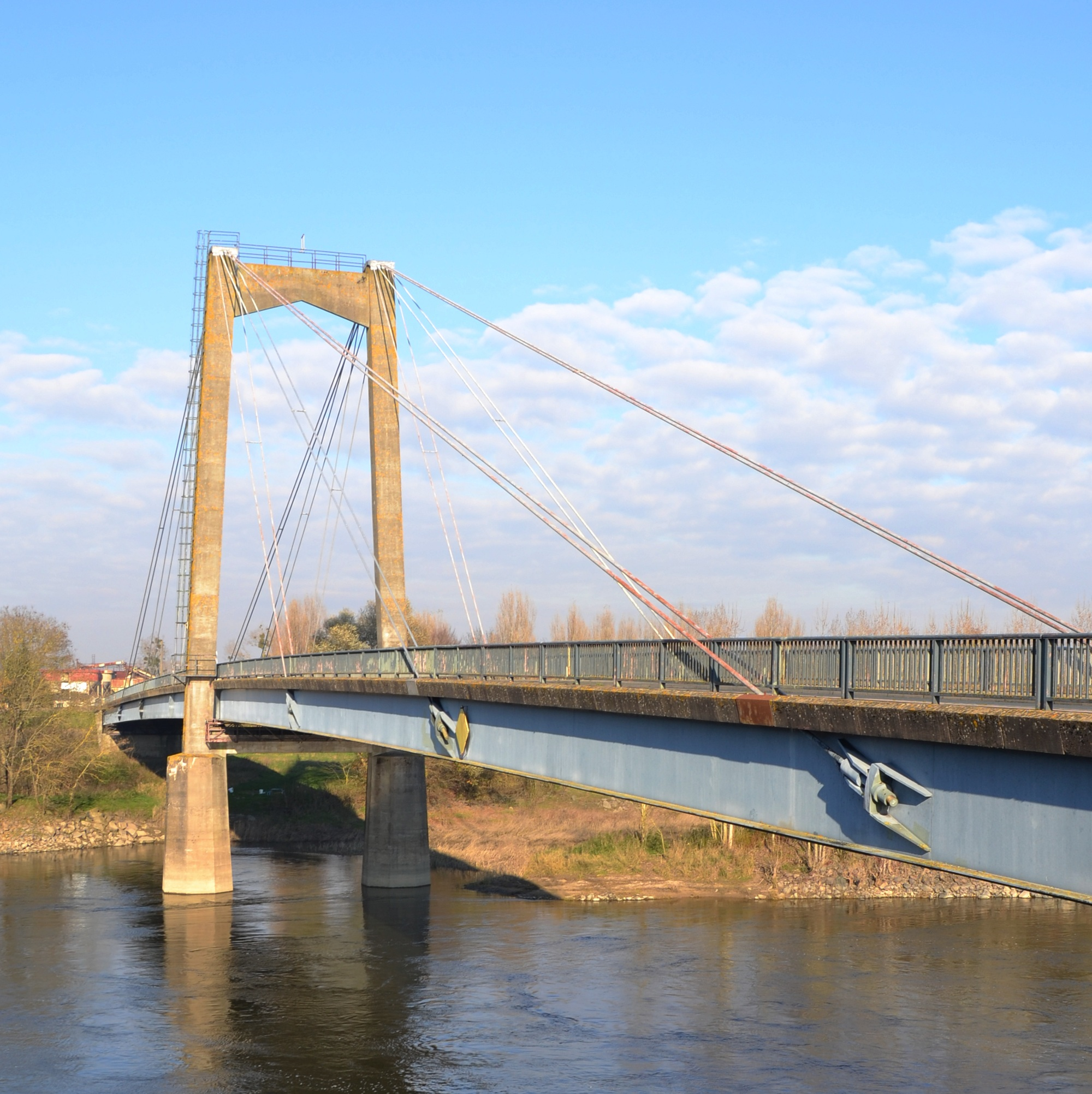
Pont de Saint-Florent-le-Vieil.
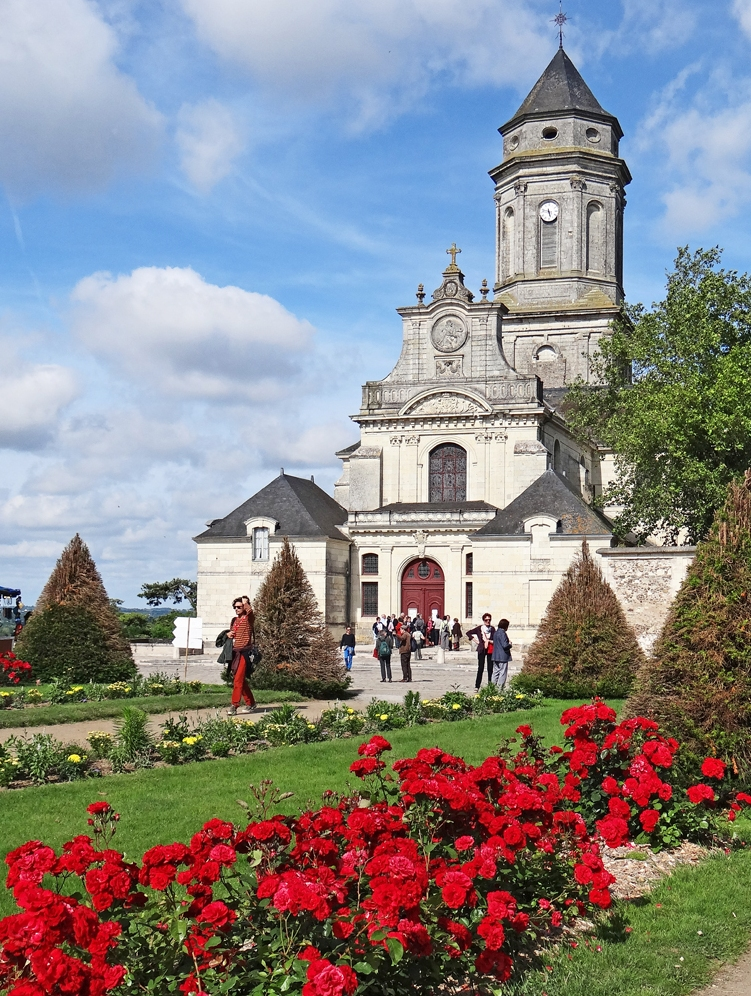
Abbaye de Saint-Florent-le-Vieil.
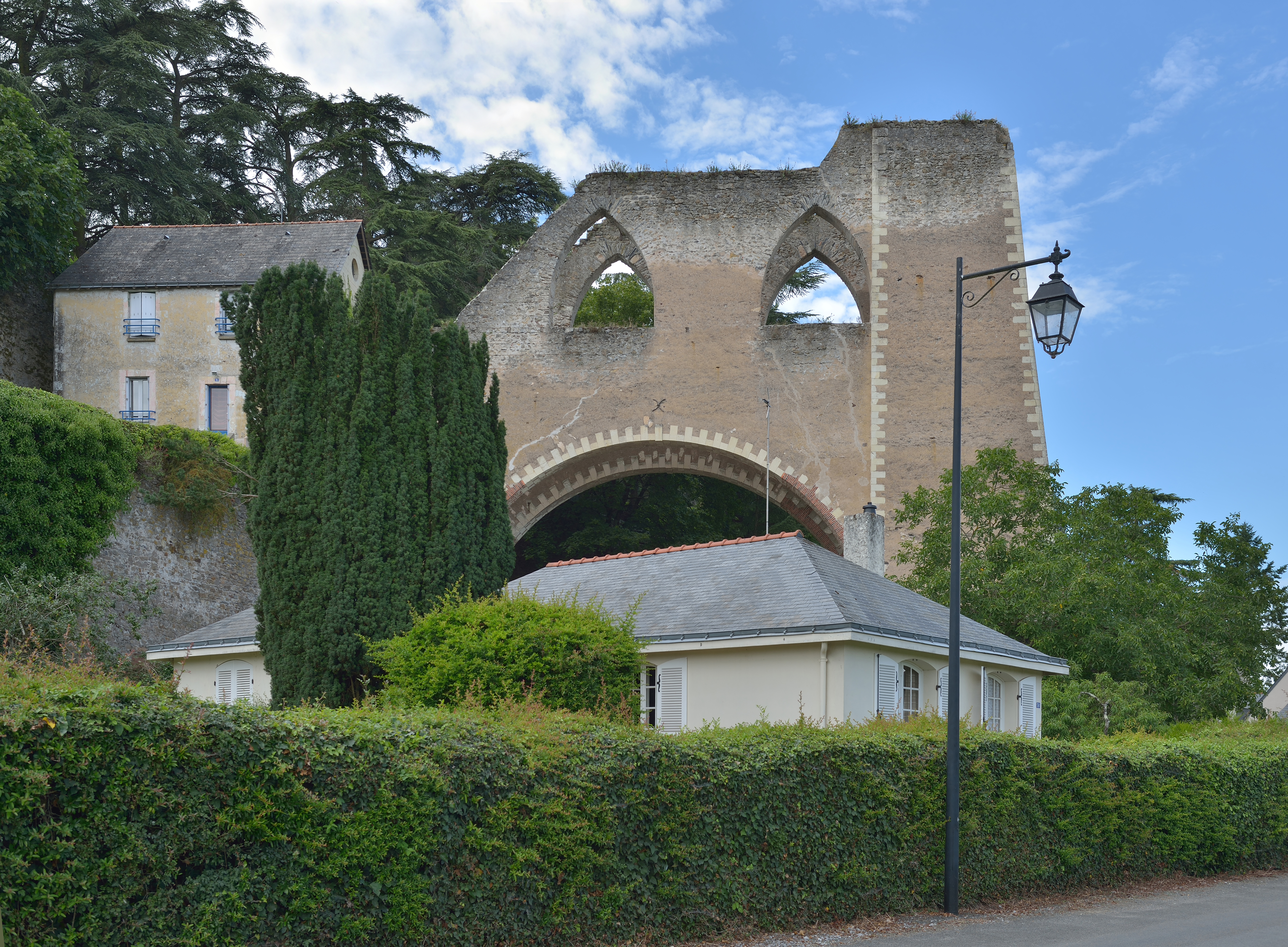
Mine de charbon de la Tranchée.
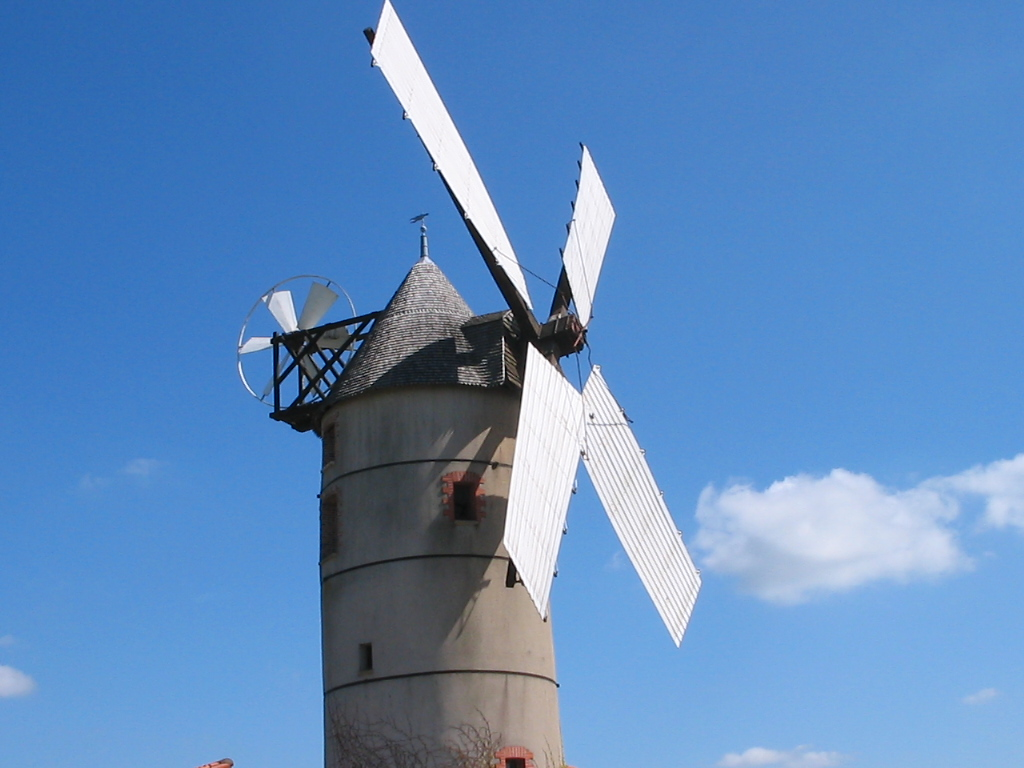
Moulin de l'Épinay.

### Patrimoine naturel
- Cirque de Courossé à la Chapelle-Saint-Florent, site naturel[24].

### Équipements culturels
- Musée des métiers de Saint-Laurent-de-la-Plaine[25].
- Maison Gracq, maison des écrivains à Saint-Florent-le-Vieil[26].

### Personnalités liées à la commune
- Julien Gracq (Louis Poirier), écrivain, né à Saint-Florent-le-Vieil, ayant légué sa maison pour la transformer en résidence d'écrivains.
- Jacques Cathelineau, général des guerres de Vendée mort au combat à Saint-Florent-le-Vieil.